# International Press Telecommunications Council
IPTC (International Press Telecommunications Council) - konsorcjum największych światowych agencji informacyjnych zajmujące się m.in. opracowywaniem technicznych standardów wymiany informacji. Członkami IPTC jest w 2005 r. 55 firm i organizacji ze wszystkich kontynentów poza Ameryką Południową.
IPTC zostało założone w 1965 r. przez grupę organizacji informacyjnych, w tym Alliance Européenne des Agences de Presse, ANPA (później NAA, obecnie NMA), FIEJ (później WAN, obecnie WAN-IFRA) i North American News Agencies (wspólny komitet Associated Press, Canadian Press i United Press International) do ochrony interesów World Press. Od końca lat 70. działalność konsorcjum koncentruje się na opracowywaniu i publikowaniu branżowych standardów wymiany nowości agencyjnych.
Zobacz też: NewsML